# 黑色止血鉗
《黑色止血鉗》是日本TBS電視台的連續劇，改編自海堂尊的小說《黑色止血鉗1988》，在2018年4月22日起於TBS電視台的「週日劇場」時段播放。此劇由二宮和也主演。第二季於2024年7月7日起於同時段播出。臺灣由friDay影音、Netflix、KKTV於2024年7月8日起跟播。香港由myTV SUPER於7月16日起播出。

## 故事概要
故事講述手術成功率100%的天才外科醫生渡海征司郎對升遷沒有任何興趣，也不會與人交際，是個獨來獨往的人。傲慢的性格令他與周圍的人產生磨擦，令他得到「手術室惡魔」的稱號。而某天在他所屬的醫院，有一位於帝華大學出身的醫生上位後，帶著最新的醫療器具「醫狙」（Snipe），提出「醫生的技術並不重要」論點。醫院亦打算以這種醫療器具開展新型外科手術，但渡海對此感到懷疑，而一場抗爭亦因此而開始。

## 登場角色（Season1）

### 主要人物

#### 東城大學醫學部附屬醫院
| 角色       | 演員                 | 介紹 |
| 渡海征司郎 | 成年：二宮和也（嵐） | 第一季主角。性格孤僻，天才外科醫生，手術成功率達100%，有「手術室惡魔」的稱號。實為天城雪彥的雙胞胎弟弟。 |
| 渡海征司郎 | 童年：竹内龍生       | 第一季主角。性格孤僻，天才外科醫生，手術成功率達100%，有「手術室惡魔」的稱號。實為天城雪彥的雙胞胎弟弟。 |
| 世良雅志   | 竹內涼真             | 初期實習醫生，性格率直，對醫學充滿熱情，指導醫生為渡海。                                                 |
| 花房美和   | 葵若菜               | 新人護士，為人認真。                                                                                     |
| 佐伯清江   | 內野聖陽             | 綜合外科學教室的教授，是心臟外科的世界權威，下屆理事長人選之一。                                         |
| 黑崎誠一郎 | 橋本哲               | 綜合外科學教室的教授。                                                                                   |
| 藤原真琴   | 神野三鈴             | 護士長。                                                                                                 |
| 貓田真里   | 趣里                 | 護士。被稱為女版的渡海。                                                                                 |
| 宮元亞由美 | 水谷果穗             | 護士。                                                                                                   |
| 新井美緒   | 原アンナ             | 護士。                                                                                                   |
| 田口公平   | 森田甘路             | 實習醫生。                                                                                               |
| 速水晃一   | 山田悠介             | 實習醫生。                                                                                               |
| 島津塔子   | 岡崎紗繪             | 實習醫生。                                                                                               |
| 北島達也   | 松川尚瑠輝           | 實習醫生。                                                                                               |
| 守屋信明   | 志恒太郎             | 院長。                                                                                                   |
| 垣谷雄次   | 內村遙               | 外科醫生。                                                                                               |
| 關川文則   | 今野浩喜             | 外科醫生。                                                                                               |
| 横山正     | 岡田浩暉             | 外科醫生。                                                                                               |
| 篠原健一   | 丸一太               | 外科醫生。                                                                                               |
| 福本真人   | 渋江譲二             | 外科醫生。                                                                                               |
| 西崎啟介   | 市川猿之助           | 帝華大學教授，心臟外科以有組織的研究力而有名，是佐伯的競爭對手。                                         |
| 高階權太   | 小泉孝太郎           | 帝華大學的第一外科教室擔任助手，被派往東城大學醫學部附屬醫院的綜合外科學教室擔任新任講師。               |

### 其他人物
| 角色     | 演員       | 介紹 |
| 渡海一郎 | 辻萬長     | 渡海的父親。 |
| 渡海春江 | 倍賞美津子 | 渡海的母親 。 |
| 木下香織 | 加藤綾子   | 前護理師，因在某一場手術中被主刀醫生推卸責任而被迫辭職，因而轉為臨床試驗協調員。幫助渡海。 目前為臨床試驗協調員（Clinical research coordinator，CRC），由美國醫療器材廠商派駐日本，負責協調醫院、病患與醫療器材廠。 |
| 池永英人 | 加藤浩次   | 醫學雜誌《日本外科Journal》（一本影響因子達7的雜誌）的編輯 。 |

### 客串角色

#### 第一集
| 角色     | 演員     | 介紹                                                                      |
| 皆川妙子 | 山村紅葉 | 病人。 不幸在醫狙前進的路線上有胰臟瘤，由於高階醫師術前未注意而導致事故。 |

#### 第2集
| 角色     | 演員       | 介紹                                                            |
| 小山兼人 | 島田洋七   | 病人。 主刀醫師在使用醫狙時，因換至其慣用手（左手）而導致事故。 |
| 小山好恵 | 沢松奈生子 | 病人的妻子。                                                    |

#### 第3集
| 角色     | 演員     | 介紹                                                                 |
| 楠木秀雄 | 田崎真也 | 渡海醫師和世良實習醫師負責的病人。                                   |
| 田村隼人 | 髙地優吾 | 病人；音樂大學的大學生。 心臟肥大且心肌脆弱。 木下協調員介紹的患者。 |
| 田村浩司 | 依田司   | 隼人的爸爸，厚生勞動省的下任副秘書長。                               |

#### 第4集
| 角色     | 演員     | 介紹 |
| 島野小春 | 稲垣来泉 | 七歲女童，僧帽瓣閉鎖不全症。 高階醫生原本在帝華大學的患者，後高階醫生轉至東城大學治療。被渡海以改良式醫狙治療完成，但在第五集時發現有心臟瓣膜感染現象，後來以再生刺激蛋白治療。 |
| 島野菜穂 | 田中雅美 | 小春的媽媽。 |

#### 第5集
| 角色     | 演員     | 介紹                                                                       |
| 松岡仁   | 音尾琢真 | 帝華大學來東城大學操作達文西手臂（來醫治島野小春）的醫師。                 |
| 富沢雅之 | 福澤朗   | 厚生勞動省醫務技監，想減低外科醫師間技術的差異，讓醫療更普及而能救更多人。 |

#### 第6集
- 本集主要在描述渡海春江[註 4]臨時心臟症狀的相關手術與治療，無新登場角色。

#### 第7集
| 角色     | 演員     | 介紹 |
| 山本祥子 | 相武紗季 | 護理師，曾是木下香織的前同事，因某起主刀醫生造成的醫療事故中，受迫於醫院與醫師壓力而作偽證，導致香織承擔所有責任而離職。 目前在隔壁城市的醫院中擔任護理長。 |
| 武田秀文 | 長谷川忍 | 帝華大學醫院的醫生。 |

#### 第8集
| 角色     | 演員     | 介紹                         |
| 小林     | 上杉祥三 | 「櫻花醫院」院長。           |
| 小林隆一 | はやしん | 「櫻花醫院」小林院長的兒子。 |
| 坂口克也 | 髙橋洋   |                              |

#### 第9集
- 無新角色登場。

#### 第10集
| 角色     | 演員 | 介紹 |
| 飯沼達次 |      | 渡海征司郎長期尋找的病患，且渡海征司郎手中持有此病患的X光片，X光片上顯示有一把止血鉗。 渡海一郎醫生負責的病患，先前又（被）轉院到《櫻花醫院》住院，後來（被）轉院至東城大學醫學部附屬醫院。 |

## 登場角色（Season2）

### 主要人物

#### 東城大學醫學部附屬醫院
| 角色       | 演員           | 介紹 |
| 天城雪彥   | 二宮和也       | 第二季主角。性格孤僻，天才外科醫生，有「Diable」（惡魔）的稱號。長得與渡海征司郎相似，實為其雙胞胎哥哥。 |
| 天城雪彥   | 童年：竹内尋哉 | 第二季主角。性格孤僻，天才外科醫生，有「Diable」（惡魔）的稱號。長得與渡海征司郎相似，實為其雙胞胎哥哥。 |
| 世良雅志   | 竹內涼真       | 外科醫生，性格率直，對醫學充滿熱情。被天城稱為「朱諾」（ジュノ），意為菜鳥。                                   |
| 花房美和   | 葵若菜         | 手術室護士，為人認真。                                                                                   |
| 玟哉       | 金武俊         | 實習醫生。                                                                                               |
| 佐伯清江   | 內野聖陽       | 院長兼外科教授，是心臟外科的世界權威。                                                                   |
| 黑崎誠一郎 | 橋本哲         | 綜合外科學教室的副教授。                                                                                 |
| 藤原真琴   | 神野三鈴       | 護士長。                                                                                                 |
| 貓田真里   | 趣里           | 主任護士。第六集時考到了醫師執照，最後被國外的醫院邀請去擔任醫師。                                       |
| 宮元亞由美 | 水谷果穗       | 護士。                                                                                                   |
| 田口公平   | 森田甘路       | 外科醫生。                                                                                               |
| 速水晃一   | 山田悠介       | 外科醫生。                                                                                               |
| 北島達也   | 松川尚瑠輝     | 外科醫生。                                                                                               |
| 關川文則   | 今野浩喜       | 外科醫生。                                                                                               |
| 垣谷雄次   | 內村遙         | 醫局長、外科醫生。                                                                                       |
| 高階權太   | 小泉孝太郎     | 外科醫生。                                                                                               |

#### 其他人物
| 角色         | 演員       | 介紹 |
| 菅井達夫     | 段田安則   | 維新大學心臟外科醫生。 |
| 椎野美咲     | 田中美奈實 | 臨床試驗協調員。木下香織的後輩。 |
| 真行寺龍太郎 | 石坂浩二   | 櫻宮市醫師公會會長。曾經是東城大的教授。 |
| 素玹         | 崔智友     | 韓國醫生兼醫院的經營者，曾經是飲食店的老闆。擁有餐廳開到海外的經營才能，並且也積極參與醫療志願服務幫助貧窮者。被兒子玟哉強行帶到澳洲黃金海岸尋找天城。 |

## 製作團隊
- 原作
  - S1：海堂尊『新装版 ブラックペアン1988』（講談社文庫）
  - S2：海堂尊『ブレイズメス1990』『スリジエセンター1991』（講談社文庫）
- 導演
  - S1：福澤克雄、田中健太、渡瀨曉彥、青山貴洋
  - S2：西浦正記、加藤亞季子、伊東祥宏
- 編劇
  - S1：丑尾健太郎、神田優、槌谷健
  - S2：槌谷健、守口悠介
- 配樂：木村秀彬
- 主題歌
  - S1：小田和正（Ariola Japan）
  - S2：小田和正「（Sony Music Labels）[25]
- 醫療監督：下川智樹（帝京大學醫學部附屬醫院）、山岸俊介（イムス東京葛飾綜合醫院）、須田康一（慶應義塾大學醫院）
- 取材協助：吉田成彦（イムス東京葛飾綜合醫院）
- 醫療機械監督：渡邊剛（ニューハート・ワタナベ國際醫院）
- 製作人
  - S1：伊與田英德、川嶋龍太郎、峠田浩
  - S2：伊與田英德、武藤淳、佐久間晃嗣
- 製作出品：TBS

## 播出日程及收視率
- 收視率最高值以紅色表示，收視率最低值以蓝色表示。

| 集數                                                     | 播出日期       | 中日文標題 | 導演     | 收視率 | 備註       |
| -------------------------------------------------------- | -------------- | --- | -------- | ------ | ---------- |
| 第1集                                                    | 2018年 4月22日 | オペ室の悪魔!金で救う天才医師・新ダークヒーロー 手術室的惡魔!利用金錢救人的天才醫生.新黑色英雄                                                                  | 福澤克雄 | 13.7%  | 加長25分鐘 |
| 第2集                                                    | 4月29日        | 手術はバクチ!生きるか死ぬか!?極限を超えたオペ室 手術就是賭博！是生還是死！？超越極限的手術室                                                                    | 田中健太 | 12.4%  | 不適用     |
| 第3集                                                    | 5月6日         | 二つの緊急オペ!!どっちの命を救う? 同時兩個緊急手術！！究竟要拯救哪條命？                                                                                        | 渡瀬暁彦 | 12.1%  | 不適用     |
| 第4集                                                    | 5月13日        | 小さな命を救って!スナイプ完結最終章 拯救幼小的性命！醫狙的完結篇                                                                                                | 田中健太 | 13.1%  | 不適用     |
| 第5集                                                    | 5月20日        | 涙の決断!子どもの命を絶対に助けて!! 帶著淚的決定！這個孩子的命絕對要救活！！                                                                                    | 渡瀬暁彦 | 13.4%  | 不適用     |
| 第6集                                                    | 5月27日        | 母の手術に涙する!ミスを絶対に許すな 母親的手術！絕對不許失敗！！                                                                                                | 田中健太 | 13.0%  | 不適用     |
| 第7集                                                    | 6月3日         | 隠蔽を許すな!親友の命とペアンの謎!! 不許隱瞞！親友的性命和止血鉗之謎！！                                                                                        | 青山貴洋 | 13.0%  | 不適用     |
| 第8集                                                    | 6月10日        | 最終章・ペアンの謎 教授と患者の秘密? 最終章・止血鉗之謎 教授與患者之間的秘密？                                                                                  | 田中健太 | 16.6%  | 不適用     |
| 第9集                                                    | 6月17日        | 最終回前20分拡大ペアンの真実を暴け!! 命がけの秘密!命がけの手術!医者の覚悟 最終回前加長播出20分鐘 揭開止血鉗的真相！！筱關性命的秘密！筱關性命的手術！醫生的覺悟 | 渡瀬暁彦 | 16.2%  | 加長20分鐘 |
| 第10集                                                   | 6月24日        | さよなら!オペ室の悪魔!!復讐の結末は!? ペアンに涙!感動秘話、最後のオペで助けろ 永別了！手術室的惡魔！！復仇的結局！？感動秘辛、拯救最後的手術                    | 田中健太 | 18.6%  | 加長15分鐘 |
| 平均收視率 14.3%（收視率由Video Research於關東地區統計） |                | |          |        |            |

| 集數                                                     | 播出日期       | 中日文標題                         | 編劇                     | 導演       | 收視率 | 備註       |
| -------------------------------------------------------- | -------------- | ---------------------------------- | ------------------------ | ---------- | ------ | ---------- |
| 第1集                                                    | 2024年 7月07日 | 受神寵愛的惡魔                     | 槌谷健                   | 西浦正記   | 11.8%  | 加長25分鐘 |
| 第2集                                                    | 7月14日        | 受神寵愛的惡魔VS少女的祈禱         | 守口悠介 槌谷健          | 西浦正記   | 11.9%  | 加長15分鐘 |
| 第3集                                                    | 7月21日        | 成功率0的手術終將失敗嗎!?          | 槌谷健                   | 加藤亞季子 | 11.1%  | 不適用     |
| 第4集                                                    | 7月28日        | 天才醫生VSAI                       | 守口悠介                 | 伊東祥宏   | 09.6%  | 不適用     |
| 第5集                                                    | 8月04日        | 你是死不了的!50億日圓手術的結局是? | 槌谷健 守口悠介          | 西浦正記   | 11.8%  | 不適用     |
| 第6集                                                    | 8月18日        | 拿著手術刀的護理師&離開的醫生      | 槌谷健 守口悠介 穴吹一朗 | 西浦正記   | 11.5%  | 加長15分鐘 |
| 第7集                                                    | 8月25日        | 手術失敗!秘密交易的陷阱!!          | 槌谷健 守口悠介 穴吹一朗 | 西浦正記   | 10.9%  | 不適用     |
| 第8集                                                    | 9月01日        | 渡海與天城的秘密                   | 槌谷健 守口悠介          | 伊東祥宏   | 10.4%  | 不適用     |
| 第9集                                                    | 9月08日        | 戰士啊 別輕言放棄!                 | 槌谷健 守口悠介          | 西浦正記   | 11.8%  | 不適用     |
| 第10集                                                   | 9月15日        | 完結篇 好醫生的定義                | 槌谷健                   | 西浦正記   | 12.0%  | 加長25分鐘 |
| 平均收視率 11.3%（收視率由Video Research於關東地區統計） |                |                                    |                          |            |        |            |

- 8月11日因《巴黎奧運 場地自由車競技》暫停播放一次。

### 備註
1. ↑  電視劇版主角。原作主角是世良雅志（竹内涼真）。
2. 1 2  只在電視劇版登場。
3. ↑  日本臨床藥理學會提出抗議，表示本劇的臨床試驗協調員與現實不符。相關新聞 （页面存档备份，存于）
4. ↑  渡海征司郎的媽媽
5. ↑  電視劇版主角。原作主角是世良雅志（竹内涼真）。

### 出處
1. ↑  . ORICON NEWS (oricon ME). 2018-02-02  [2018-02-02]. （原始内容存档于2019-06-06）.
2. ↑  . Appledaily (蘋果日報). 2018-04-23  [2018-04-23]. （原始内容存档于2019-06-02）.
3. ↑  . Eiga Natalie. 2024-03-21  [2024-03-21]. （原始内容存档于2024-04-02） （日语）.
4. ↑  . 2018-05-21  [2018-05-21]. （原始内容存档于2019-06-29） （日语）.
5. 1 2 3 4 5  . 日刊スポーツ. 2018-02-21  [2018-03-28]. （原始内容存档于2019-06-06）.
6. 1 2 3 4 5 6 7 8 9 10 11 12 13 14 15 16  . TBS電視台.   [2018-03-28]. （原始内容存档于2020-10-18）.
7. ↑  . 2018-04-29  [2018-05-21]. （原始内容存档于2018-04-30） （日语）.
8. ↑  . ORICON NEWS. 2018-03-11  [2018-03-28]. （原始内容存档于2019-06-11）.
9. ↑  . ORICON NEWS. 2018-03-19  [2018-03-28]. （原始内容存档于2018-03-28）.
10. ↑  . ORICON NEWS. 2018-03-25  [2018-03-28]. （原始内容存档于2019-06-04）.
11. ↑  . walkerplus. 2018-04-13  [2018-05-21]. （原始内容存档于2018-07-06） （日语）.
12. ↑  . iwate-np. 2018-04-25  [2018-05-21]. （原始内容存档于2018-05-21） （日语）.
13. ↑  . nikkansports. 2018-05-14  [2018-05-21]. （原始内容存档于2019-05-31） （日语）.
14. ↑  . sponichi. 2018-05-20  [2018-05-21]. （原始内容存档于2019-06-08） （日语）.
15. ↑  . hokkaido-np. 2018-05-26  [2018-05-28] （日语）.[永久]
16. ↑  . mynavi. 2018-05-26  [2018-05-28]. （原始内容存档于2021-02-28） （日语）.
17. ↑  . 東網. 2018-05-26  [2018-05-28]. （原始内容存档于2019-06-12） （中文（臺灣））.
18. 1 2 3 4 5  . Eiga Natalie. 2024-05-21  [2024-06-17]. （原始内容存档于2024-12-26） （日语）.
19. ↑  . Eiga Natalie. 2024-06-12  [2024-06-17]. （原始内容存档于2024-07-01） （日语）.
20. 1 2 3 4 5 6 7 8 9  . ORICON NEWS. 2024-05-26  [2024-06-17]. （原始内容存档于2024-06-17） （日语）.
21. ↑  . ORICON NEWS. 2024-06-25  [2024-06-25]. （原始内容存档于2024-06-25） （日语）.
22. ↑  . Eiga Natalie. 2024-06-02  [2024-06-17]. （原始内容存档于2024-09-03） （日语）.
23. ↑  . ORICON NEWS. 2024-06-15  [2024-06-17]. （原始内容存档于2024-06-16） （日语）.
24. ↑  . ORICON NEWS. 2024-06-29  [2024-06-29]. （原始内容存档于2024-06-28） （日语）.
25. ↑  . Music Natalie. 2024-06-17  [2024-06-17]. （原始内容存档于2024-06-16） （日语）.

## 外部連結
- 黑色止血鉗 （页面存档备份，存于） - TBS
- 黑色止血鉗 Season2 - TBS（页面存档备份，存于）（日語）
- 豆瓣电影上《黑色止血鉗》的資料 （简体中文）
- 时光网上《黑色止血鉗》的資料（简体中文）
  - 黑色止血鉗的X（前Twitter）
  - 黑色止血鉗的Instagram帳戶
- 在Netflix上觀看《黑色止血鉗》
- 黑色止血鉗2 - 惡魔外科醫生 -  （页面存档备份，存于）－緯來日本台

| 日本 TBS電視台 日曜劇場                                   | 日本 TBS電視台 日曜劇場                         | 日本 TBS電視台 日曜劇場                    |
| --------------------------------------------------------- | ----------------------------------------------- | ------------------------------------------ |
|                                                           | 黑色止血鉗 （2018.04.22 - 2018.06.24）          |                                            |
| 99.9 -刑事專門律師- SEASON II （2018.01.14 - 2018.03.18） | 這個世界的角落 （2018.07.15 - 2018.09.16）      |                                            |
| ANTI HERO （2024.04.14 - 2024.06.16）                     | 黑色止血鉗 Season2 （2024.07.07 - 2024.09.15 ） | 海中沉睡的鑽石 （2024.10.20 - 2024.12.22） |

| 臺灣 緯來日本台 每週一至五 21:00 - 22:00 | 臺灣 緯來日本台 每週一至五 21:00 - 22:00 | 臺灣 緯來日本台 每週一至五 21:00 - 22:00 |
| ---------------------------------------- | ---------------------------------------- | ---------------------------------------- |
|                                          | 黑色止血鉗2 （2024年9月25日－10月8日）   |                                          |
| 當機男女神推理 （2024年9月9日－9月24日） | 山醫生 （2024年10月9日－10月23日）       |                                          |